# スタンド (ジョジョの奇妙な冒険)
スタンドは、荒木飛呂彦の漫画作品『ジョジョの奇妙な冒険』シリーズに登場する架空の超能力。

## 概要
「スタンド」とは「パワーを持った像（ヴィジョン）」であり、持ち主の傍に出現してさまざまな超常的能力を発揮し、他人を攻撃したり持ち主を守ったりする守護霊のような存在である。漢字では「幽波紋」と表記される。Part3『スターダストクルセイダース』で初登場し、以降のシリーズでも設定が引き継がれている。
作者の荒木飛呂彦によれば、スタンドとは超能力を目に見える形で表現したものである。例えば、「曲がるスプーン」や「破壊される壁」などといった超能力の影響を受けた物体を描くのではなく、超能力そのものに姿を持たせて絵に描くことができるようにしたものが、スタンドである。荒木はかつてインタビューで、「裏づけというか説得力というか、そういうものが欲しかったんです。『ムッ』と念じるだけで物がバーンと割れるんじゃなくて、他人には見えないんだけど実際に何かが出てきて、そいつが物を割ってくれる、みたいな」と述べている。

## 名称の由来
スタンドの概念が初登場したPart3では、ヴィジョンが守護霊のように使い手の「傍に立つ（Stand by me）」ことから名付けたとジョセフ・ジョースターが説明している。Part6以前とは異なる世界が舞台のPart7では、敵や困難に「立ち向かう（stand up to）」ためのものとマウンテン・ティムが説明している。
いつ誰がスタンドと命名したのかは、作中描写だけでは不明である。先述のようにジョセフが命名の由来を説明する一方、DIOが超能力を「スタンドと名付けた」と語るシーンもあるが、どちらも自分が名付けたと確定できるセリフではない。補完説明としては「DIOやエンヤ婆が名づけた名称を、ジョセフが念写能力で知って用いるようになったのではないか」とする見解が出ている。Part7ではティムが命名したが、彼以外の者たちもスタンドという名称を用いている。スタンドという名称を知らない者の表現としては、Part3初期の空条承太郎が「悪霊」という言葉で説明していた。
作品制作上において、各スタンド名は、Part3ではタロットカードの大アルカナと色などから、それ以降は洋楽のアーティスト名・曲名・アルバム名から取られていることが多い（後述の一覧では項目をリンク）。なお、人名などを洋楽方面から取材するというこの傾向は、スタンドに限らず『ジョジョの奇妙な冒険』全編を通じて多く見られるものである。特に歴代ジョジョのスタンドには鉱物の名前が含まれており、これは作者が明確に意図して入れているものと説明している。一部のスタンドには邦訳名（または日本語の意味）があり、Part3前半のタロットカードに由来する名を持つスタンドに顕著であったが、Part4以降は頻度が下がった。

## スタンド使い
スタンドを使える者（人間とは限らない）を「スタンド使い」または「スタンド能力者」、またはスタンドに主軸を置いて「本体」と呼ぶこともある。
スタンド使い同士は「引かれ合う」とされ、自然と集まる。
基本的に、スタンド使いは自分のスタンド能力を秘密にする。デーボいわく「見せたときは相手か自分が死ぬとき」「スタンドを知られると弱点も知られる」、ラバーソールいわく「それはたとえ味方でも同じこと」。さらに言えば、スタンド使いであることすら隠して標的に近づき、術中にはめるのが常套手段である。敵はこのように攻めてくるため、主人公側は逆に未知の能力を見破って攻略しなければならないという構図での戦いとなる。敵キャラクターの中にも、格上の相手の能力を知ることで倒して下剋上を図ろうとする者は何人もいる。
その一方で、Part7に登場したリンゴォ・ロードアゲインのように、あえてスタンド能力を敵に積極的に明かすスタンド使いもおり、特にPart7からはこの傾向が顕著になっている。
超能力ゆえに法律や警察の範疇外であり、スタンドを悪用すること自体を罪に問うことはできない。

## スタンドのルール
スタンドはPart3の冒頭におけるジョセフの台詞や、画集『JoJo6251［荒木飛呂彦の世界］』のスタンドの解説ページでは「生命エネルギーが作り出す（画集では造り出す）パワーある像」と説明されている（太字は引用部分。像には「ヴィジョン」とルビが振られる）。
原則的に以下のような特徴を持っている。
スタンドは1人につき1体
1人のスタンド使いがまったく異なるスタンドを複数種類同時に持つことはないが、アヌビス神やチープ・トリックのように強制的にスタンドを押し付けられたり、スタンドDISCを挿入することで、一時的に2つスタンドを持つことはある。
初期は「1人1体」「1人1つ」とだけ言われていたが、複数個のヴィジョンで1つのスタンドとカウントされる例（バッド・カンパニー、ハーヴェスト、セックス・ピストルズなど）がPart4以降に登場している。Part6ではフー・ファイターズがより厳密に「1人1能力」と説明した（この例は「非人間」「群体」「本体自身がスタンド」で、分身が作れる）。逆例で、1つのスタンドを複数人で共有する場合（在り方は異なるが、タトゥー・ユー!、D4Cなど）もある。
DIOは頭と身体が別人のものであるため、2つスタンドを所有している。頭であるDIOがザ・ワールド、身体のジョナサン・ジョースターがハーミットパープル（仮名）という配分である。
スタンドは固有の特殊能力を持つ
スタンドは本体の性格、願望、才能などが能力に昇華されたものである。単純な攻撃用の能力だけでなく、念写や自然現象への干渉など、多岐に渡る。
完全に同じ能力のスタンドは、一部の例外を除き本編に登場しないが、ありえないと明言されているわけではない。
スタンド能力は遺伝したり、親族に影響を与えて連鎖的に発現させたりするが、スタンド自体は本人のものなので、血縁者同士のスタンドの特徴が似通っている場合（スタープラチナとストーン・フリーなど。またジョナサンの血と肉体を介したスタープラチナとザ・ワールドの類似も顕著な例。極端に似ている例として、ブンブーン一家のトゥーム・オブ・ザ・ブーム ワン/ツー/スリー）もあれば、そうでない場合（ハーミットパープルとスタープラチナ、バッド・カンパニーとザ・ハンドなど）もある。
スタンドが本体の精神から生じるものである関係上、スタンド能力には本体の性格や願望、トラウマなどが反映されているケースが少なからず見られる。
スタンド使いがそれぞれ人間である場合には、スタンドを介してテレパシーのように会話できる。
スタンドを見ることができるのはスタンド使いだけ
スタンド能力が、世間ではいわゆる「超能力」とみなされている理由の一つは、スタンド使いでないとスタンドを視認することができないからである。
スタンドが物質・物体と同化して実体化している（ストレングス、ホウィール・オブ・フォーチュン、サーフィス、シルバーチャリオッツ・レクイエムなど）場合、スタンド使いでない人間にも視認できる。また、現時点でスタンド能力を発現していないスタンド使いの資質を持つ者がスタンドを視認するケースも稀に存在する。
スタンドのヴィジョンは物体ではなく「エネルギーの形」であるため、背景が透けて見える。
スタンドそのものが音をだすことがあり、それもスタンド使いにしか聞こえない（エアロ・スミスなど）が、能力によってスタンド使いではない人間や動物でも音を知覚できる場合がある（エコーズACT1、チープ・トリックなど）。また、たとえ人間型のスタンドでなくともスタンド使いであればスタンドを介して水中などでも声でのコミュニケーションが可能と述べられている。
スタンドに触ることができるのはスタンドだけ
見る場合と違って、スタンド能力を持つ人間であってもスタンドに直接触れることはできない（物質と同化するタイプのスタンドを除く）。
ただし、スタンドの方から物体に触る場合は、本体の意志によって触れるか触れないかを自由に調節できる。つまりスタンドは物質透過が可能であるが、厚さに限度はあり、力負けした際には逆に損傷、破壊される可能性もある。場合によっては、物体を触れないスタンドも存在する。
転じて、スタンドはスタンドでしか倒せないともしばしば言われる。ただし、スタンドを倒さずとも、直接本体を狙うことで、攻略自体は可能（後述）。例えば、オインゴ、ボインゴ、間田敏和などは、主人公とその仲間を直接襲おうとして結果的に一般人からの報復に遭い、病院送りにされている。
スタンドは本体（魂）の意思によって動く
どの程度の意思を反映できるかは個体差が大きく、人間の反射神経や五感を遥かに超越した制御が可能である例から、自動操縦型のようにかなり大まかな命令しかできない例、極端なケースではスタンドの出し入れ以上の操作が不可能なものまで幅広く見られる。
スタンド自体が自我を持つケースもあるが、その場合も本体からの制御にほぼ支障のないものから極めて独立性の高いものまでまちまち。
例外として、本体の精神力不足などの理由で暴走を起こして本体の制御をまったく受け付けない場合（ホリィのスタンド、スーパーフライなど）もある。
シルバーチャリオッツ・レクイエムが暴走した際には、魂と共にスタンドも別人の肉体に入れ替わっており、ブチャラティの魂がディアボロの肉体でスティッキィ・フィンガーズを発動させるなど、スタンドが魂の意思によって動く様子が描かれている。
スタンドが傷つけば本体も傷つき、本体が傷つけばスタンドも傷つく
上述の通り、スタンドとは本体であるスタンド使いの生命力が像を成したものなので、それが傷つくとスタンド使いも傷を（主に、肉体の同じ部位に）受ける。
逆もしかりで、本体が傷つくとスタンドも傷つき、死亡するとスタンドも消滅する。本体が意識を失うとスタンドが出せなくなったり、ダメージを受けすぎるとスタンドを動かすことができなくなる（最初期、アヴドゥルの熱で承太郎が呼吸を封じられた結果、スタープラチナが弱まったというケースが典型例）。そのため、強力なスタンドを攻略するために無防備な本体を攻撃するという戦法がしばしば取られる。
このルールは特に人型スタンドに顕著であるが、個別の例外もいくつもあり、ダメージの程度によっても変わる。また複数体の像からなる「群体型」はダメージが分散する他、本体へのダメージがスタンドへフィードバックされない。本体が重傷を負って制御が不安定になったり、気を失ったりすればスタンドは消えるが、群体型で半自律タイプのセックス・ピストルズは本体であるミスタが重傷を負って気を失っても無傷のまま行動することが可能だった。なお、自動操縦型のスタンドについては本体とは完全に独立しているため、スタンドが攻撃を受けても本体にダメージが及ぶことがなく、攻撃されていること自体気付かないケースもあるが、通常は自動操縦型のスタンドにおいても本体が死亡すればスタンドも消滅する。だが、アヌビス神やノトーリアス・B・I・G、ミラグロマン等、本体の強い念が作用し死亡した後、スタンドだけが残り消滅しないケースもある。他にもポルナレフのシルバーチャリオッツの甲冑は防具として機能しているため、甲冑を破損させただけでは本体・スタンド共にダメージが入らなかったり、イギーのザ・フールのような物理的な攻撃を受け付けないスタンドの場合はこのルールが適用されない事が多い。
射程距離がある
個々のスタンドごとに、本体から離れて行動できる距離に上限がある。原則的に射程距離の長さと力の強さは反比例の関係にある。遠くまで行けるスタンドは力が弱く、そうでないスタンドは強い。スタンド能力は、おおまかには近距離パワー型と遠隔操作型に大別される。
本体のそばに立つ射程距離2メートルほどのスタンドは近距離パワー型に分類され、20メートルにもなれば遠隔操作型になり、50メートルにもなるとかなり長い部類とされる。中には数百キロメートルという極端に長い射程を持つスタンドや、射程距離が無限とされるものも存在する。
厳密には、「本体を中心としたスタンドヴィジョン自体の行動可能範囲」と、「スタンドヴィジョンを中心とした能力の効果範囲」の2種類があるといえるが、スタンドパラメータでも評価基準が統一されていない。
特殊タイプとして、自動操縦・自動追尾のスタンドがある。これらは遠距離でも強いパワーで攻撃できるが、複雑な動作や命令ができない場合が多い（別途後述）。
スタンドは成長する
スタンド使いの精神的な成長（スタープラチナが時間停止能力に覚醒したケースなど）や外的要因（「矢」で刺される（レクイエム化）、「天国へ行く方法」を実行する（ホワイトスネイクの進化）など）によっては、新能力に目覚めることがある。また、同時にスタンドヴィジョンの外見も変わる場合があり、この場合は従来の能力は失われることもあれば（ホワイトスネイク→C-MOON→メイド・イン・ヘブン）、継承することもある（エコーズ、タスク）。また、訓練によってスピードや射程距離や精密動作性といったスタンド自体の能力を向上させることも可能である（シルバーチャリオッツ）。パラメータ「成長性」で表される。

## スタンド能力の発現条件
スタンドは全ての人間が持つことができるわけではなく、一部の人間のみが持つことができる。その発現の仕方は
1. 生まれつき、または突然身につく、本人の才能・技術・修行の成果などがスタンド化
2. 血縁者、ないしはそれに類する者にスタンド使いがいて、その影響を受ける
3. スタンドの矢で射抜かれる、あるいは隕石（後述）の加工物によって傷つけられる
4. スタンドDISCを頭部に挿入される
5. 「悪魔の手のひら」や「壁の目」など、土地のエネルギーの影響を受ける

などがこれまでに作品で描かれている。(1)と(2)はPart3、(3)はPart4、(4)はPart6、(5)はPart7でそれぞれ初めて登場した。
「スタンドの矢」と「悪魔の手のひら」は宇宙からの隕石が密接に関係しているとされる。ポルナレフはPart5で「とある隕石に触れた者の大半は怪死したが、一部の者はスタンドに酷似した能力を発現した。その岩石成分と同じもので矢の矢じりは作られている」という事実と、「隕石内の未知のウイルスと共生できた者が、ウイルスによる『ご褒美』として能力を得る（ウイルス進化論）」という仮説を述べている。また、「悪魔の手のひら」が登場するPart7でのネイティブアメリカンの説明では、「悪魔の手のひら」はかつて隕石が落下した跡とされている。これらの方法は「選ばれる」「呪われる」などと表現され、死のリスクを伴う。
「スタンドDISCの挿入」による発現は「スタンドであるホワイトスネイクが能力で作ったアイテムである」「本来の能力者から他者へのスタンドの移動である」という2つの点において特殊なケースである。スタンドはスタンド使いの才能であるため、適性や相性があり、特に強大なスタンドならば見合った精神力が必要で、スタンドDISCを挿入したとしても合わなければ体外に弾き出されてしまう。また、DISCは人間以外の生き物にも挿入でき、フー・ファイターズはこれにより生まれたスタンド生物である。
基本的にスタンドは闘争心や自衛という「闘う意思」に反応して現れる。そのため性格が穏やかすぎる人間がスタンド能力を得てしまった場合、そのエネルギーはかえって本人への害となり、高熱や昏睡状態、最終的には死にも至らしめる。作中に登場した人物では空条ホリィ（Part3）と幼少期の東方仗助（Part4）がこれを体験しており、命を落としかけたが、上で言う(2)のケースであった2人の場合は発現の原因であるDIOが先に死亡したことで死をまぬがれた。実際に死亡したケースでは、(3)ケースのPart5で何も知らずにライターを再点火しブラック・サバスに魂を射抜かれて死亡した清掃員の他、Part4の虹村形兆が弓と矢で杜王町の住人を無差別に射抜き何人もの死者を出し、Part3ではアヴドゥルが「数人の死亡を見た」と発言している。ただし穏やかな性格で闘争心とは無縁な人間であっても、それ以外の意思や衝動でスタンドの制御が可能であるケースも存在する。
(1)の一部のケース、「修行・技術などがスタンド化」の説明として、Part7の単行本10巻では、登場人物のジャイロ・ツェペリの使う「鉄球」の技や、Part1から登場していた「波紋」はスタンドという才能に近づくための技術だと解説されている。
ディアボロがエジプトで発掘した矢は6本ある。
弓矢A
エンヤ婆とDIOの死後、虹村形兆がエジプトで入手。音石明に盗まれるも、空条承太郎が回収する。その後、砕いて徐倫に託した可能性が高い。
弓矢B
エンヤ婆が吉良吉廣と吉影に譲る。消息不明。
矢C
6本のうちディアボロが手放さなかった1本。イタリアでポルポがギャングの入団試験に使用。ジョルノに破壊される。
矢D（虫型1）
エンヤ婆とDIOの死後、ポルナレフがエジプトで入手した、レクイエムの秘密を持つ矢。最終的にジョルノの手に渡った。
矢じりE（虫型2）
DIOがプッチに譲り、ホワイトスネイクとウェザー・リポートを引き出す。消息不明（矢Dと重複の可能性あり）。
矢F
消息不明。
番外
ノベライズ『The Book』に登場。ヨーロッパの骨董屋にあった。失敗作の一つと推測される。
なお、ノベライズ『無限の王』において、ディアボロがエジプトで発掘した矢とは別に、南米にもスタンド能力を引き出す矢が存在している事が判明している。

## スタンドのタイプ
スタンドには特殊能力の他に概念上のルールがあり、敵も味方もそのルールの下にスタンドを使用している。ここに記すのは基本的なルールに沿った大まかな分類であり、物語の中には例外もある。
公式ファンブックでは、外観と能力によっておおまかに分類している。
外観による分類
【A-GO!GO!】
「人型(a)」「人型でない(b)」「生物的なもの(x)」「メカニカルなもの(y)」のどれ寄りか、または明確な外見を持たないもの。例えば、スタープラチナは「a・x型」、ハーミットパープルは「b・x型」、ザ・ハンドは「a・y型」、エアロスミスは「b・y型」。
【JOJOVELLER】
「生物タイプ」「非生物タイプ」「その他」。
能力による分類
【A-GO!GO!】
射程距離による区分：近距離(A)か、遠距離(B)か。自動操縦は「特殊な遠距離(B')」とする。
能力の属性：戦闘タイプ(a)と非戦闘タイプ(b)のどちら寄りか。重複するならabとする。
例えば、シアーハートアタックは「B'・a型」、トーキング・ヘッドは「B・b型」、パープル・ヘイズは「A・a型」、キング・クリムゾンは「A・ab型」。
【JOJOVELLER】
「近接タイプ」「遠隔タイプ」「現象タイプ」。
分類外のスタンド【A-GO!GO!】
下記の○○型という分類は、必ずしも全て作中で行われているわけではない。独自研究も含まれている点に注意されたい。

### パワー分類
近距離パワー型
例としてスタープラチナ、ザ・ワールドなど。特に第五部ではこのタイプのスタンドが多い。
本体からの射程距離は短いがスタンドパワーのみで敵スタンドそのものを無力化できるほどの破壊力を有し、大抵のものは素手で鉄や岩を破壊し、人体も容易に破壊する。
射程距離の関係上、常に本体と一緒に行動することになる。そのため戦闘時には本体を守りながら戦わなければならず、本体にもそれなりの運動能力と判断力が求められる。その分本体を防御する能力（パワー、スピード）は高く、単発の拳銃弾程度なら防ぐことができる。
遠隔操作型
ハイエロファントグリーン、ハーヴェストなど。
本体からの射程距離は長いが、スタンドパワーは弱い。群体型スタンドは全て遠隔操作型である。
移動の自由度が高く、逃げ隠れ回避しながらの奇襲攻撃・ヒットアンドアウェイを得意とする。パワーに欠けるので正面対決に持ち込まれると不利であり、攻撃を受け止めて防御するのも苦手。
ある程度の範囲であれば自由に出し入れできるので、結果として瞬間移動ができるスタンドも存在する（ハイウェイ・スターなど）。
また、遠距離まで行けるが本体の近くにいれば強いパワーを出せる、遠距離でも特定の条件下でパワーが上がるといった、特殊なスタンドも存在する（レッド・ホット・チリ・ペッパーなど）。
スタンドが感知した事柄を離れた本体がほぼ完全に知ることができるタイプもあれば、限定的にしか知ることができないタイプ（エアロスミスのレーダーなど）もある。さらにスタンドに喋らせることで、本体のスタンド使いが遠方の相手と会話することもできる。
自動操縦型（遠隔自動操縦型、自動追跡型）
シアーハートアタック、ブラック・サバス、ヨーヨーマッなど。
本体がコントロールしない（あるいはできない）スタンド。ほぼ無限に近い長射程を持ち、本体との距離に関係なく強い力を発揮できる。つまり遠距離から一方的に、かつパワフルに攻撃できるという特性を持つ。
さらに、スタンドへのダメージは本体にほぼ無関係であり、スタンドを倒してもヴィジョンが消滅するのみで本体には影響が無いため、完全に消滅させるには本体を見つけて戦闘不能にするしかない。「本体が遠く離れていて、しかも姿が不明」という条件下では無敵と言える。
欠点としては、一定の規則や条件に沿ってしか行動できないため、攻撃が大雑把かつ無差別なものになってしまうこと。さらにスタンドの周囲で起きた状況は本体には一切判らず、操作もできないため、危険が迫った時にスタンドを呼び戻して防御することもできない。そのため身を守るのには向かず、本体を逆探知され、接近されると窮地に陥る可能性がある。
ベイビィ・フェイス（子供）は本体が通信で命令を送れるが、命令を無視されたり反抗される可能性がある。
暴走スタンドの性質もこれに似る。無差別に他者を攻撃したり本体を蝕んだりする。
なお、シアーハートアタックは、れっきとした一つのスタンドであるキラークイーンの一部であるため、他の自動操縦型スタンドと違い、ダメージが本体にフィードバックされる。
自立・独り歩きしているもの
アヌビス神、スーパーフライ、チープ・トリック、ノトーリアスB・I・Gなど。
本体が死亡後も解除されない、本体の死亡によって発動する、本体から完全に独立して支配下から外れているなどにより、本体が存在しないスタンド。それゆえにスタンドそのものが本体と言うべき状態になっている。
自我や知性を有する者、他者を操って強制的に自分の本体にすることで支配下に置く者、本体自身に害を及ぼす者も多い。
倒すべき本体が存在しないので、スタンドそのものを無力化しなければならない。一度でもスタンドを無力化できれば二度と現出しないが、自動操縦型と同じく、射程距離に関係なくパワーは変化しないため、強力なスタンドであった場合、撃退どころか強力なスタンド使いでも自衛すら困難な場合が多い。
広範囲に作用するもの
ジャスティス、グリーン・デイ、ボヘミアン・ラプソディー、メイド・イン・ヘブンなど。
「ヴィジョンの有無」「自動操縦か否か」に限らず、スタンド自体の射程距離を超える広範囲に影響を及ぼすスタンド。また、ジャスティスのように街1つを覆えるほど巨大なスタンドを指す場合もある。ザ・ワールドやキング・クリムゾンのような時間そのものに干渉できるスタンドも、全宇宙の時間を能力の対象とするためこれに含まれる。
いずれも本体の位置が特定されない状態で能力を発動された場合、スタンド能力によって発生した事象への（撤退を含めた）対処が本体の捜索や排除より優先される場合が多い。

### 形状分類
人間型（生物型）
スタープラチナ、ザ・ワールドなど。
人間と同じく四肢を持つスタンド。最も登場数の多いタイプである。スタンド固有の能力の他、四肢を使った格闘や、物を投げつけるといった攻撃ができ、非常に融通が利く。
「人間型」としているが、スタープラチナのようにほとんど人間と変わらない者から、ザ・ワールドのように機械的な特徴を持つ者、マジシャンズレッドのように怪物然とした者など、外見のバリエーションは豊富。
また、動物に近い形状をしたもの、植物に近い形状をしたものをそれぞれ「動物型」「植物型」と呼ぶ場合もある。
ザ・フールやホルス神のように、本体が人間以外の動物であった場合、スタンドもそれに準じた形態となることが多い。
非生物型
バステト女神、ザ・ロック（錠前）、エアロスミスなど。
スタンドヴィジョンが本体の形状とかけ離れた、もしくは生物の形態をなしていないスタンド。
ヴィジョンの形状が能力に直結した形態である場合が多い。そのため単一の能力に特化している反面、格闘など人型のヴィジョンならではの融通さで劣るなどの欠点がある。
群体型
バッド・カンパニー、ハーヴェスト、セックス・ピストルズなど。
蟻の群れのように（超個体）、複数体をまとめて1体（単一能力）とする。スタンドヴィジョンは同型の群体であることが多いが、戦車やヘリコプターも含まれていたバッド・カンパニーのように、複数の異なる形態のヴィジョンが現出するケースもある。
全部合わせて1つという性質上、本体へのダメージが分散するという特徴がある。約500体いるハーヴェストは1体程度破壊されても本体へのダメージは皆無であるが、全6体のセックス・ピストルズは1体やられると1/6のダメージを負うことになる。いかに数が多くとも、群体の全てをまとめて破壊されてしまえば本体も死亡に至る危険があり、また本体はあくまで1人なので本体が殺されるとスタンドは全滅する。
1体1体の力は弱く、姿も小さい。そのため遠隔操作型であることが多く、暗殺や諜報、探索などに向いた能力である。とはいえ、人間を傷つけることも可能で、部位を狙ったり集団で一斉攻撃することで単体の非力をカバーしている。特殊能力は、ない（群体であること自体が能力とみなされる）か弱い場合が多い。
長所は多いが、パワー不足や飛び道具への対抗策が少ないなど、欠点もある。
『恥知らずのパープルヘイズ』では、スピードワゴン財団の調査により、このタイプのスタンド使いは心の中に大きな空洞、欠陥を抱えた者が多い傾向があるとされる。
分裂するもの
ハイウェイ・スター、シアーハートアタック、フー・ファイターズなど。
スタンドの一部を分裂させ、複数体としても使用できるスタンド。分裂体がそれぞれ別の形態・性能を持つこともある（近距離パワー型のキラークイーンから自動操縦型のシアーハートアタックが分裂した例など）。群体型と同じく、1体あたりのダメージはある程度分散される。
本体と一体化しているもの
クヌム神、ストレイ・キャットなど。
本体とスタンドが一体化し、能力が本体に直接作用するスタンド。本体そのものがスタンドであるためスタンドヴィジョンが存在しないタイプと、スタンドヴィジョンは存在するものの、影響は本体にのみ作用するタイプが存在する。また、セト神（影）やラブ・デラックス（髪の毛）やTHE ハッスル（全身の筋肉）のように、本体の身体の一部自体もしくは全身の部位がスタンドである場合もある。
アトム・ハート・ファーザーは、死亡した本体の魂がスタンドと一体化した結果、本体とスタンドヴィジョンとの差異が不明瞭になった。
本体が身にまとうもの
ホワイト・アルバム、オアシス、20th Century BOYなど。
スタンドヴィジョンが特殊メイクやスーツのように本体を包み込んでいる。本体の防御力やパワーを強化するものが多く、性質上近距離型が多いが、能力の有効射程距離に関してはその限りではない。
道具
エンペラー、トト神、ビーチ・ボーイなど。
スタンド使いが道具や武器として使用するスタンド。そのためパワーや精密動作性は本体の身体能力に依存する場合が多い。自発的に動けるものや、本体の身体能力を補助できるものもある。
物質と同化するもの
ストレングス、ホウィール・オブ・フォーチュン、サーフィス、ローリング・ストーンズなど。
実体のある物と同化しているスタンド。憑依した物の特徴を利用する能力が多い。対象は液体や電気など不定形の場合もある（下記の「不定形」タイプも参照）。
実体を持つことが長所にも短所にもなる。特に、スタンド使い以外の人間にも見たり触ったりできるという点が大きい。
同化している物体を破壊されても基本的に本体にダメージは及ばないが、修復不能なほどに破壊されると、スタンドは残っても実質的に無効化されるのが欠点。
不定形
イエローテンパランス、ザ・フール、ゲブ神など。
液体や砂など不定形な形を取るスタンド。このため殴ったり斬ったりといった物理的な攻撃は効果が薄い。変身能力を持ったスタンドも多い。遠距離型と兼用であれば、本体・スタンドともに攻撃を受けにくくなるため、かなり強力なスタンドになる。
ヴィジョンがなく能力のみのもの
アクトン・ベイビー、ヘブンズ・ドアー、ボヘミアン・ラプソディーなど。
スタンドヴィジョンが存在しない、もしくは不明瞭なスタンド。現出するのはスタンド能力によって発現した事象であり、スタンドそのものではない。そのため、仮にスタンドによって事象を無力化できても本体はダメージを受けない場合がほとんど。

## スタンドパラメータ
「スタンドパラメータ」とは、スタンド能力を「破壊力」「スピード」「射程距離」「持続力」「精密動作性」「成長性」の6種類の評価基準によって評価したものである。Part5・6のスタンドは単行本の話数またぎページにて解説があり、それ以外の部のスタンドはファンブックに掲載されている。
Part5からこのパラメータ表が付けられるようになった。その後、ファンブック『JOJO-A-GO! GO!』発売に伴い、Part3・4のスタンドにもさかのぼって設定された。Part6でも継続されたが、Part7・8では単行本でのパラメータ表は廃止され、『JOJOVELLER』にて設定されている（JOJOVELLER発売がPart8初期のため、以降のスタンドは未設定）。テレビアニメ版のPart3・4・5・6においてはアイキャッチ的に記されている。
評価は基本的にA（超スゴイ）、B（スゴイ）、C（人間と同じ）、D（ニガテ）、E（超ニガテ）の5段階。例外として「なし」、スピード、射程距離、持続力には「∞（無限大）」という評価が、成長性には「完成」という評価がある。評価できない場合は「-」と書かれ、設定されていない。
スタンド能力の優劣を判断する場合の目安の一つとなる。パラメータが高いと有利ではあるが、戦いではそれよりも敵の未知の能力を推理していかに攻略するかということの方が重視される。
破壊力（パワー）
スタンドの単純な攻撃力、破壊力などを評価したもの。近距離パワー型や自動操縦型にこの評価が高いスタンドが多い。
あくまでそのスタンドの持つ純粋な力を示したもので、クリームやザ・ハンドなど、絶大な攻撃力を持つにもかかわらず、それが固有の能力に依存する破壊であるためにA評価が付けられていない場合が複数存在する。破壊力A評価のスタンドは、Part3にはスタープラチナとザ・ワールドのわずかに2体、Part4でもクレイジーダイヤモンド、キラークイーン、レッド・ホット・チリ・ペッパーの3体しか存在しない一方で、Part5以降はA評価のスタンドが激増した。なお、先述の通り、設定されたのはPart5の方がPart3・4より先。
劇中でパワーが強い描写があまり見られないエコーズACT3などがA評価を受けている例もあり、同じ評価でもある程度振れ幅がある。
スピード
スタンドがどの程度機敏に行動できるかを評価したもの。近距離パワー型や自動操縦型にこの評価が高いスタンドが多い。
スピードとは言っても近距離型は本体から離れられず、遠距離型はスピードを欠くため、高速移動できるスタンドはほとんどおらず、拳のスピードや反応速度などを表したものといえる。
射程距離
スタンドが本体からどの程度離れることができるか、またはスタンドの攻撃できる範囲や能力の及ぶ範囲を評価したもの。
基本的にはパワーに反比例する。そのため破壊力が低評価のスタンドや、自動操縦型スタンドに高評価のものが多い。
具体的な数値としては、B評価のエコーズACT1が50メートル以上、C評価のエコーズACT3が5メートル。近距離パワー人型スタンドは評価にぶれ幅があるが、数字で「2m」と言われることが多い（C～E評価）。
持続力
どの程度長時間スタンド能力を発動、維持できるかを評価したもの。スタープラチナの時間停止など、「特殊能力を発動していられる時間」という意味でも使われるが、厳密に区別はされていない。
精密動作性
スタンドにどの程度緻密な行動を行わせることができるかを示したもの。つまり評価が低いほど大雑把な動作しかできないことになるわけだが、その短所と表裏一体で、あえて「無差別攻撃」を行うスタンドも多々存在する。自動操縦のスタンドは低めに評価されることが多い。
成長性
後々どの程度スタンド能力が成長する可能性が残されているかを示したもの。生まれたてのスタンドや、本体が強い向上心を持つ場合に高評価が与えられている。
成長しきった場合には「完成」の評価が付く。スタープラチナはPart3ではA評価、Part6ではE（完成）の評価が与えられている。例外的に、グリーン・ディやノトーリアス・B・I・Gのような能力が無制限に増大していくタイプなどもその性質を反映してA評価になることがある。

## 各部ごとのスタンド一覧
下記の一覧では、作中に登場する全てのスタンドを記述した。存在が指摘されながらも作中に登場しないスタンド（虹村父など、本体がスタンド使いであることがはっきりとしているがスタンドが描写されていないもの）に関しては記述していない。さらに、能力名かスタンド名かはっきりしないもの（スタープラチナ・ザ・ワールド、エピタフなど）も省いた。スタンド能力かどうかはっきりしていないもの（アース・ウインド・アンド・ファイヤーなど）、小説『JORGE JOESTAR』のウゥンド・バウンドの一部は区別せずそのまま記載している。
曖昧なものでも公式資料にてスタンドに分類されているものは全て対象とする。
なお、スタンド名に読み仮名が必要なものは、括弧内に記した。また、スタンドに表記ゆれが存在するものに関しても、括弧内に記してある。ただし、本体の表記ゆれは省いた上、全ての読み仮名や、表記ゆれを網羅しているわけではない。
基本的にはスタンド名順（五十音順）に並べ、スタンド名が不明なものは最後尾に回した上で本体名順で並べている。1つのスタンドに複数の本体（スタンド使い）が存在したものについては、上から下に本体になった順に並べてある。また逆に1人のスタンド使いが能力の成長などで複数のスタンドを持ったとされるケースでは、能力的特長や名前からして関連が深いと思われるものは上から下にその能力を身につけた順に並べ、関連性が薄いものは別個のものとして扱っている。
本体名に関しては、後から判明したものを除き詳しく記述していないので、それぞれの作品内にある登場人物紹介を参照のこと。

### Part3 スターダストクルセイダースのスタンド
スタンド個々の詳細については『スターダストクルセイダース』を参照のこと。下記の3種類が存在する。
タロットカードのスタンド
タロットの大アルカナに暗示されるスタンドで、大アルカナに由来するスタンド名を持つ。作者いわく「敵味方合わせて22人（タロットカードの枚数）ぐらいで終わるだろうと思って描き始めた」とのこと。色にちなんだ名前がついているものと、そうでないものがある。
エジプト9栄神のカードのスタンド
「タロットカードの起源となったエジプト神話の神々のカード」に暗示されるスタンドで、該当する神のスタンド名を持つ。このカードは、作中オリジナルの設定である。
現実にはタロットの起源には諸説あり、また「エジプト9栄神」なる分類のカードは存在しない。エジプト創世神話には「ヘリオポリス九柱神（エジプト九柱の神々）」という分類があるが、顔触れが異なり、別の分類である。原作でも一度だけ「エジプト9柱神」と呼ばれている箇所があった。
その他のスタンド
タロットカード、エジプト9栄神のカードいずれにもよらないスタンド。もしくは無名。名前があるスタンドは画集『JoJo6251［荒木飛呂彦の世界］』で設定が明かされている。
| 番号 | スタンド名                                   | 本体（スタンド使い）         | 能力 |
| ---- | -------------------------------------------- | ---------------------------- | --- |
| 0    | ザ・フール（愚者）                           | イギー                       | 砂のスタンド。さまざまな形状に変化させることができる。 |
| 1    | マジシャンズレッド（魔術師の赤）             | モハメド・アヴドゥル         | 鳥人型のスタンド。炎を発生させ、自由自在に操る。また、炎を生物探知機のように使用することも可能。 必殺技「クロスファイヤーハリケーン」を放つ。 |
| 2    | ハイプリエステス（女教皇）                   | ミドラー                     | 遠隔操作型スタンド。様々な鉱物・無機物に変身できる。 |
| 3    | エンプレス（女帝）                           | ネーナ                       | 本体の血液を付着させた相手の肉に寄生する。食物を摂取することで成長する。 |
| 4    | エンペラー（皇帝）                           | ホル・ホース                 | 拳銃型のスタンド。弾丸も含めてスタンドであり、軌道を自由に操作できる。 |
| 5    | ハイエロファントグリーン（法皇の緑）         | 花京院典明                   | 遠隔操作型。紐状に変化するほか、強力な遠距離攻撃「エメラルドスプラッシュ」を放つ。 相手の体内に潜り込み、行動を操ることも可能。 |
| 6    | ラバーズ（恋人）                             | (スティーリー) 鋼入りの ダン | 小型の遠隔操作型スタンド。パワーはないが、極めて長い射程を持つ。 他人の脳に進入し、本体の受けた感覚を数倍にして相手に与える。 |
| 7    | シルバーチャリオッツ（銀の戦車）             | ジャン＝ピエール・ポルナレフ | 騎士の姿をした近距離型スタンド。レイピアによる斬撃を繰り出す。 甲冑を脱ぐことで、残像が発生するほどの動きが可能となる。 剣と甲冑には本体へのダメージ還元がなく、失ってもしばらく経てば元に戻る。 Part5にも登場。 |
| 8    | ストレングス（力）                           | フォーエバー                 | 船と一体化したスタンド。一般人にも視認できる。 船内の全ての物を自在に操る。 |
| 9    | ハーミットパープル（隠者の紫）               | ジョセフ・ジョースター       | イバラのスタンド。遠隔透視、念写、読心、探索などを行える。 イバラで敵を縛ったり、ワイヤーのように引っ掛けて使うことも可能。 また、波紋を伝導する性質を持つ。 Part4にも登場。 また、第８部のジョセフ・ジョースターも酷似したスタンド（こちらはラッシュ時のみ人型の像がある）を使用している。                                             |
| 9    | ハーミットパープル（隠者の紫）               | DIO                          | ハーミットパープルに酷似したスタンド（名前は未登場）。Part3のごく初期にのみ使用した。 作中では詳しい説明が無かったが、『JOJO A-GO! GO!』では「ザ・ワールドとは別個のスタンドであり、ジョナサン・ジョースターの肉体が発現させたもの」と説明されている。 ハーミットパープルとは異なり、カメラを軽く叩くだけで念写ができ、壊さなくてよい。 |
| 10   | ホウィール・オブ・フォーチュン（運命の車輪） | ズィー・ズィー               | 自動車と一体化し、怪物のような姿の車に変形させる。ストレングス同様、一般人にも視認できる。 |
| 11   | ジャスティス（正義）                         | エンヤ婆                     | 霧状のスタンド。幻覚を引き起こしたり、傷口から侵入して人間や死体を操る。 |
| 12   | ハングドマン（吊られた男）                   | J・ガイル                    | 光を反射する物体に写り込み、鏡像を攻撃することで実体にも同じダメージを与える。 |
| 13   | デス・サーティーン（死神13）                 | マニッシュ・ボーイ           | 大鎌を持った死神の像を持つ。眠っている者の精神をスタンド能力で作った悪夢世界へ引き込む。 相手は眠る前にスタンドを出していないと、夢の世界にスタンドを持ち込むことができない。 夢の中ではあらゆるものを操れるが、とどめを刺すのはスタンドの持っている鎌でなくてはならない。                                                              |
| 14   | イエローテンパランス（黄の節制）             | ラバーソール                 | スライム状のスタンド。生物を取り込むほか、衝撃や熱などエネルギーを吸収する高い防御力を持つ。 生物の肉と同化しているため、一般人にも視認できる。 |
| 15   | エボニーデビル（悪魔）                       | 呪いのデーボ                 | 本体の受けた恨みをパワーに変え、人形に取り憑いて操る。 本来ならスタンドを傷つけられない通常の凶器に恨みのパワーを伝導させ、スタンドへの殺傷能力を与える。 |
| 16   | タワー・オブ・グレー（灰の塔）               | グレーフライ                 | クワガタムシの像を持つ小型のスタンド。スタープラチナですら掴めないほどの凄まじい速さで飛行する。 |
| 17   | スタープラチナ（星の白金）                   | 空条承太郎                   | 近距離パワー型スタンド。パワー、スピード、精密動作性の全てに優れる。Part3終盤で時を止める能力を得る。 写真の細かい違和感を見抜き、綺麗に写生することも可能。 Part4と、Part6の終盤にも登場。 |
| 18   | ダークブルームーン（暗青の月）               | 偽キャプテン・テニール       | 水中戦を得意とする、半魚人のようなスタンド。フジツボを相手に付着させることでエネルギーを吸い取る。 |
| 19   | サン（太陽）                                 | アラビア・ファッツ           | 太陽そのものの像を持つスタンド。摂氏70℃以上の高温やレーザーで攻撃する。 夜間であっても極めて広範囲を昼間のように明るくするパワーがある。 |
| 20   | ジャッジメント（審判）                       | カメオ                       | 相手から聞き出した願望を土に投影して実体化させ、操ることができる。 |
| 21   | ザ・ワールド（世界）                         | DIO                          | 近距離パワー型スタンド。圧倒的なパワーとスピード、精密動作性に加え、時を止める能力を持つ。 時を止める能力は、物体に関しては複雑に働き、本体であるDIOから2～3メートル以上離れると空中で静止する。 |

| 番号 | スタンド名   | 本体（スタンド使い）         | 能力 |
| ---- | ------------ | ---------------------------- | --- |
| 1    | オシリス神   | ダニエル・J・ダービー        | 「賭け」に負けた者の魂を奪い、コイン状に変える。 |
| 2    | ホルス神     | ペット・ショップ             | 冷気を操るスタンド。湖を一瞬で凍結させるほどの強いスタンドパワーを持つ。 |
| 3    | ゲブ神       | ンドゥール                   | 水と同化した遠隔操作型スタンド。射程距離が極めて長い。 液体状の像を自由自在に操り、ウォーターカッターのように攻撃する。 |
| 4    | バステト女神 | マライア                     | コンセント型の像を出現させ、触れた人間に強力な磁力を帯びさせる。 |
| 5    | セト神       | アレッシー                   | 本体の影と同化したスタンド。影に触れた相手を若返らせる（胎児にまで変えられる）。 知能も比例して低下するため、若返る前の記憶は次第に失ってしまう。 スタンドは若返った年齢の時点で身につけていなければ発現できず、身につけていても年齢に応じて弱体化する。 |
| 6    | クヌム神     | オインゴ                     | 本体と一体化したスタンド。自分の顔や姿を、体臭・指紋・声帯まで他人そっくりに変える。 |
| 7    | トト神       | ボインゴ                     | 本体の所持する本と同化したスタンド。極めて近い未来を予言し、漫画の形で本に浮かび上がらせる。 書いてある内容は解釈の余地があり、本体にも予想がつかないような形で予言が実現する場合がある。                                                                |
| 8    | アヌビス神   | キャラバン・サライ           | 実物の刀に自我を持つスタンドが乗り移った特殊な状態で、柄に触れた者の精神を乗っ取る。 物体を透過して斬りたい物だけを斬ることができ、また、一度受けた攻撃を学習し成長する。                                                                                |
| 8    | アヌビス神   | チャカ                       | 実物の刀に自我を持つスタンドが乗り移った特殊な状態で、柄に触れた者の精神を乗っ取る。 物体を透過して斬りたい物だけを斬ることができ、また、一度受けた攻撃を学習し成長する。                                                                                |
| 8    | アヌビス神   | カーン                       | 実物の刀に自我を持つスタンドが乗り移った特殊な状態で、柄に触れた者の精神を乗っ取る。 物体を透過して斬りたい物だけを斬ることができ、また、一度受けた攻撃を学習し成長する。                                                                                |
| 8    | アヌビス神   | ジャン＝ピエール・ポルナレフ | 実物の刀に自我を持つスタンドが乗り移った特殊な状態で、柄に触れた者の精神を乗っ取る。 物体を透過して斬りたい物だけを斬ることができ、また、一度受けた攻撃を学習し成長する。                                                                                |
| 8    | アヌビス神   | 少年                         | 実物の刀に自我を持つスタンドが乗り移った特殊な状態で、柄に触れた者の精神を乗っ取る。 物体を透過して斬りたい物だけを斬ることができ、また、一度受けた攻撃を学習し成長する。                                                                                |
| 9    | アトゥム神   | テレンス・T・ダービー        | YES・NO形式で相手の心を読む。 また、「賭け」に負けた者の魂を奪い、人形に封じ込める。 |

| スタンド名         | 本体（スタンド使い） | 能力 |
| ------------------ | -------------------- | --- |
| クリーム           | ヴァニラ・アイス     | 口内に暗黒空間を持ち、暗黒空間に触れた全てのものを消滅させる。 本体を暗黒空間に隠すこともできるが、暗黒空間に隠れている間は音や匂いなどあらゆる情報が完全に遮断される。                                                                                                |
| ティナー・サックス | ケニーG              | 像の有無は不明。現実感のある幻覚を見せる。 |
| 無名               | 空条ホリィ           | シダ植物に似た像を持つスタンド。50日の間にイバラ状に変化していた。能力は不明（正式に発現していたら異母弟の仗助同様癒しの能力）で、命名もされなかった。 ホリィの温和な性格が災いし、本体の意思で操ることができず悪霊として作用していたが、DIOが死亡したことで消滅した。 |

### Part4 ダイヤモンドは砕けないのスタンド
スタンド個々の詳細については『ダイヤモンドは砕けない』を参照のこと。弓と矢の力によって後天的にスタンド能力に目覚めた者が多い。
| スタンド名                           | 本体（スタンド使い）               | 能力 |
| ------------------------------------ | ---------------------------------- | --- |
| アース・ウインド・アンド・ファイヤー | 支倉未起隆（ヌ・ミキタカゾ・ンシ） | 本体の肉体を物体に変身させる。生物や複雑な構造のものには変身できない。 未起隆は宇宙人としての能力だと主張しており、スタンド能力かどうかは不明。 |
| アクア・ネックレス（水の首かざり）   | 片桐安十郎                         | 水分と同化する。雨や水蒸気、飲み物に化けて体内からの攻撃を行う。 |
| アクトン・ベイビー                   | 静・ジョースター（透明の赤ちゃん） | 本体やその周囲にあるものを透明にする。本体にストレスがかかるほど透明になる範囲は広がる。 |
| アトム・ハート・ファーザー           | 吉良吉廣                           | 自分と共に写真に写っている空間を支配する。本体の写真の中での行動は現実にも反映される。 |
| アトム・ハート・ファーザー           | 吉良吉廣（生前）                   | 写真の中に自由に出入りできる。 |
| エコーズ ACT1（- アクトワン）        | 広瀬康一                           | 遠隔操作型。音を物体に染み込ませる能力を持つ。その後、ACT2・3へと進化。 |
| ACT2（- アクトツー）                 | 広瀬康一                           | 尻尾を擬音に変え、それに触れたものにその擬音の持つ効果を与える。 |
| ACT3（- アクトスリー）               | 広瀬康一                           | 近距離パワー型。殴った対象が本体に近づくとそれに比例して加重を与える。 |
| エニグマ                             | 宮本輝之輔（エニグマの少年）       | あらゆる物質を紙の中にファイリングして収納する。 恐怖する時に相手が発するサインを見抜くことで、人間も閉じ込めることができる。 |
| キラークイーン                       | 吉良吉影                           | 触れたものを爆弾に変える。触れただけで爆発する接触型とスイッチ起動による起爆型の2タイプがある。 同時に2つ以上は爆弾にできず、本体が爆弾の影響を受ける位置にいる時は爆破できない。 |
| シアーハートアタック                 | 吉良吉影                           | キラークイーン第2の爆弾。 左手から戦車のような形をしたドクロ型の物体を射出する。周囲の温度を探知し、最も温度の高い熱源に突撃し爆発する。また、極めて高い防御力を有する。 |
| バイツァ・ダスト（負けて死ね）       | 吉良吉影                           | キラークイーン第3の爆弾。 スタンド能力を持たない人間にキラークイーンが取り憑き、取り憑いた人間から本体についての情報を得た者・得ようとした者を全て爆殺し、時間を1時間戻す。 一度爆殺された者は、時間が巻き戻った後も、能力が解除されない限りは爆殺される運命が決定づけられる。                                   |
| クレイジー・ダイヤモンド             | 東方仗助                           | 近距離パワー型。触れたものを修復する。本体以外なら生物の傷も治せるが、死者を生き返らせることはできない。 使い方によっては治療や修繕以外にも応用可能。 |
| サーフィス（うわっ面）               | 間田敏和                           | 木製の人形と同化していて、その人形に触れた者の姿形をコピーする。 コピーした対象と正面から向き合うことで、相手の行動を操れる。 |
| ザ・ハンド（手）                     | 虹村億泰                           | 近距離パワー型。右の掌で空間を削り取る。削り取った空間は縁で接続される。 空間に含まれる物体も一緒に削り取るが、それがどうなるのかは本体にもわからない。 |
| ザ・ロック（錠前）                   | 小林玉美                           | 相手の心に錠前を取り付ける。錠前は罪悪感の大きさに比例して重みを増していく。 |
| シンデレラ                           | 辻彩                               | 肉体のパーツを取り換え、運勢をも変化させる。単純に整形することも可能。 |
| スーパーフライ                       | 鋼田一豊大                         | 鉄塔に取り憑いたスタンド。本体の意思とは無関係に「鉄塔に1人絶対に閉じ込める」「本体（鉄塔）の破壊は不可能」という能力を発動している。 閉じ込めた生命体の力をエネルギーとしている。鉄塔の中にいる最後の一人が出ようとすると、その人間は鉄塔の一部になる。鉄塔が受けたダメージは、さまざまな形で外部に反射される。 |
| ストレイ・キャット                   | 猫草（元タマ）                     | 外傷による仮死状態にあった自身を、動物と植物の中間の新生物に変貌させた。 光合成で作ったエネルギーを使い周りの空気を自由自在に操る。 |
| チープ・トリック                     | 乙雅三                             | 人から人へと乗り移る怨霊のようなスタンド。宿主の背中に取り憑いて話しかけ、他人に背中を見られると宿主を殺し、新たな宿主をスタンドの本体へと乗り換える。 ほとんどのスタンド攻撃は宿主に跳ね返り、話しかける相手も宿主のみ、動物などの変更ができる。                                                                |
| チープ・トリック                     | 岸辺露伴                           | 人から人へと乗り移る怨霊のようなスタンド。宿主の背中に取り憑いて話しかけ、他人に背中を見られると宿主を殺し、新たな宿主をスタンドの本体へと乗り換える。 ほとんどのスタンド攻撃は宿主に跳ね返り、話しかける相手も宿主のみ、動物などの変更ができる。                                                                |
| ハーヴェスト（収穫）                 | 矢安宮重清                         | ハチのような像を持つ群体型スタンドで、総勢約500体。物を大量に集めたり、物を削り取って攻撃できる。また、アルコールなどを注射して攻撃することもできる。 |
| パール・ジャム                       | トニオ・トラサルディー             | 調理時に食材と混ざり、食べた者の身体に良い影響を与える。 |
| ハイウェイ・スター                   | 噴上裕也                           | 最高時速60kmのスピードで走行し、匂いで敵を追跡する。 触れると養分を吸い取り本体の傷を癒す。足跡のような形でバラバラになることもできる。 |
| バッド・カンパニー（極悪中隊）       | 虹村形兆                           | 歩兵60名、戦車7台、ヘリ4機で構成されるミニチュア軍隊を操作する。 射程距離は長くないが、高い攻撃力を持つ。 |
| ヘブンズ・ドアー（天国への扉）       | 岸辺露伴                           | 相手を本に変え、記憶・経験・思考・スタンド能力などの情報を閲覧できる。 余白に命令を書き込んだり、特定のページを破り取ってそこに書かれていた分の記憶を奪うことも可能。 |
| ボーイ・II・マン                     | 大柳賢                             | ジャンケンで倒した相手のスタンド能力を吸収する。 1回の勝負でスタンドの1/3を与奪するが、3回敗北すると得たスタンドを返さなくてはならない。 |
| ラット                               | 虫喰い                             | 砲台型のスタンド。対象を溶解させる毒針を発射する。 初めて完全に同じ外見・能力のスタンドが複数体登場した例である。 |
| ラット                               | 虫喰いでない                       | 砲台型のスタンド。対象を溶解させる毒針を発射する。 初めて完全に同じ外見・能力のスタンドが複数体登場した例である。 |
| ラブ・デラックス                     | 山岸由花子                         | 本体の髪の毛と一体化したスタンド。髪の毛を他人に植え付けて操ることも可能。 |
| レッド・ホット・チリ・ペッパー       | 音石明                             | 電気と同化したスタンド。電力を吸収すればするほど強力になる。 電線などの中を移動できるほか、他の物体を電気に変換して持ち運べる。 |

### Parte5 黄金の風のスタンド
スタンド個々の詳細については『黄金の風』を参照のこと。
Parte5では、通常のスタンドの他に、レクイエム（鎮魂歌）と呼ばれるスタンド（能力）が存在する。レクイエムとは、スタンドを発現させる「矢」でスタンドを貫くことにより生まれる未知なる能力のことである。
| スタンド名                             | 本体（スタンド使い）   | 能力 |
| -------------------------------------- | ---------------------- | --- |
| エアロスミス                           | ナランチャ・ギルガ     | 小さな戦闘機の像を持つスタンド。 機銃と爆弾で攻撃する他、周囲の生物が呼吸の際に出す二酸化炭素を探知するレーダーを持つ。 |
| オアシス                               | セッコ                 | スーツのように身にまとう。物体を泥状にし、その中を泳ぐように進む。パワーもかなり強力。 |
| キング・クリムゾン（深紅の王）         | ディアボロ             | 十数秒間、時間を吹き飛ばし、吹き飛んだ時の中を自由に行動できる。 過去へは戻れないが未来へ先回りできる。ただし人へ攻撃を加えることはできない。 |
| クラッシュ                             | スクアーロ             | 鮫のような姿をしており、水から水へ瞬間移動する能力を持つ。この際に物体を一緒に連れて行くこともできる。 |
| クラフト・ワーク                       | サーレー               | 体に一瞬でも接触したものを好きな場所に固定できる。 |
| グリーン・デイ                         | チョコラータ           | 現在地より低い位置に移動した生物を急速に腐食させるカビを、周囲に撒布する。 |
| ゴールド・エクスペリエンス（黄金体験） | ジョルノ・ジョバァーナ | 無機物に生命を与え、小動物や植物に変える。この能力で生まれた生物は攻撃を受けると攻撃を反射する。 応用として、無機物から欠損した人体のパーツを製造し、欠損部分に埋め込み再生することができる。 また、ゴールド・エクスペリエンスに殴られた生物は感覚が暴走する。 |
| ザ・グレイトフル・デッド（偉大なる死） | プロシュート           | 周囲のあらゆる生物を老化させる。体温が高いほど老化速度が速くなる。この能力は本体に対しても使え、本体は自在に老化とその解除を行える。 氷などで体温を下げることで老化速度を遅くできてしまうのが欠点。                                                            |
| スティッキィ・フィンガーズ             | ブローノ・ブチャラティ | 殴ったものにジッパーを付ける。用途は幅広く、切開、接合、間合いの延長などが可能。 ジッパーの中に物をしまうこともできる。 |
| スパイス・ガール                       | トリッシュ・ウナ       | 殴ったものを柔らかくする。 |
| セックス・ピストルズ                   | グイード・ミスタ       | それぞれが自意識を持つ群体型スタンドで全6体。銃弾に取り付き、発射後に銃弾の軌道を操作する。 |
| ソフト・マシーン                       | マリオ・ズッケェロ     | 手にした針で刺したものをしぼませ、薄っぺらい状態にする。 |
| トーキング・ヘッド                     | ティッツァーノ         | 人間の舌に取り付き、嘘しか言えなくする。発言だけでなく、筆記内容も嘘しか書けなくなる。 |
| ノトーリアス・B・I・G                  | カルネ                 | 殺された本体の恨みをエネルギーとし、最も速く動く物体を優先して攻撃する。 生物であれば捕食し、飛行機の燃料なども吸収して成長する。 本体の死亡時に発動しているため射程距離が無制限であり、ダメージを受けてもすぐに再生する。                                     |
| パープル・ヘイズ（紫の煙）             | パンナコッタ・フーゴ   | 近距離パワー型。拳に殺人ウイルスの入ったカプセルを持つ。ウイルスは日光で殺菌される。 |
| ビーチ・ボーイ                         | ペッシ                 | 釣り竿のスタンド。物体を透過して対象物を釣り上げる。 刺さった釣り糸に攻撃すると衝撃が糸を伝わり、刺さっている者がダメージを受ける。 |
| ブラック・サバス                       | ポルポ                 | ライターの再点火を見た者を自動追跡し、口の中の「スタンドを引き出す矢」で攻撃する。攻撃された人間がスタンドの才能がある人間の場合はその人間は生き残り、才能がない人間の場合はその人間は即死する。 日光に弱く、影に潜んで移動する。                              |
| ベイビィ・フェイス                     | メローネ               | パソコン型の「親」と標的の血液から作られた「子」に分かれ、「子」は生物や物質を分解して組み変える能力を持つ。 「子」は「親」を通して本体が入力した命令で動くが、場合によっては反抗して一人歩きする。                                                            |
| ホワイト・アルバム                     | ギアッチョ             | スーツのように身にまとう。超低温を操り、周囲の温度を瞬時に絶対零度まで下げることが可能。 |
| マン・イン・ザ・ミラー                 | イルーゾォ             | 本体が許可したものを「鏡の中の世界」に引き込む。鏡の中の世界の物体はイルーゾォのみが動かせる。 |
| ミスター・プレジデント                 | ココ・ジャンボ         | 本体の甲羅の中に部屋を出現させる。 亀であるココ・ジャンボは、甲羅に鍵をはめ込まれると能力を発現するよう訓練されている。 |
| ムーディー・ブルース                   | レオーネ・アバッキオ   | 対象の過去の出来事をビデオのように再現する。ただし再生中は本体が無防備になる。 |
| メタリカ                               | リゾット・ネエロ       | 磁力と鉄分を操る。 相手の血液内の鉄分を刃物に変えて体内から攻撃したり、砂鉄で体を覆って周囲の風景に溶け込むことができる。 |
| リトル・フィート                       | ホルマジオ             | 切りつけられた者と、その者が触れている物体を小さくする。本体も小さくできる。 相手を小さくする時は時間がかかるが、本体は一瞬で小さくできる。 |
| ローリング・ストーン（ズ）             | スコリッピ             | 石のスタンド。近く死ぬ運命にある者の前に現れ、対象を安楽死させるために追跡する。 本体の意思とは無関係に独り歩きしており、一切操作ができない。 |
| 無名                                   | 鉱物資源調査作業員     | スタンガンのような火花を放電するスタンド。 |

| スタンド名                             | 本体（スタンド使い）         | 能力 |
| -------------------------------------- | ---------------------------- | --- |
| ゴールド・エクスペリエンス・レクイエム | ジョルノ・ジョバァーナ       | 自我を持ち、行動や意思の力を「ゼロ」にする能力を持つ。 このスタンドを相手にすると、永遠に「真実」に辿り着けなくなり、殴り倒された相手は、永遠に各地に飛ばされては、繰り返し「死」に続ける。 |
| シルバーチャリオッツ・レクイエム       | ジャン＝ピエール・ポルナレフ | 周囲の全ての生物を眠らせ、眠った時に一番近くにいた者同士の魂を入れ替える。魂を入れ替えられた者はやがて別の生物へと変化してしまう。 攻撃したスタンド使いのスタンドを逆に利用して反撃できる。 |

### Part6 ストーンオーシャンのスタンド
スタンド個々の詳細については『ストーンオーシャン』を参照のこと。スタンドDISCにより能力を得た者が多い。
| スタンド名                               | 本体（スタンド使い）                     | 能力 |
| ---------------------------------------- | ---------------------------------------- | --- |
| アンダー・ワールド                       | ドナテロ・ヴェルサス                     | 地面の中に埋まっている「過去の記録」を掘り起こし、再現する。 |
| ウェザー・リポート                       | ウェザー・リポート                       | 周囲の天候や大気を操る。後にエンポリオ・アルニーニョが本体になる。 |
| ヘビー・ウェザー                         | ウェザー・リポート                       | ウェザー・リポートの隠された能力。天然のサブリミナル映像「悪魔の虹」を作り出し、それを見た者をカタツムリ化させる。                                                    |
| キッス                                   | エルメェス・コステロ                     | 近距離パワー型。貼りつけた物体を2つに増やすシールを出す。 シールを剥がすと物体は1つに戻るが破壊が生じる。                                                             |
| グーグー・ドールズ                       | グェス                                   | 生物に取り憑き身体を縮小させる。本体は不可。 |
| グリーン・グリーン・グラス・オブ・ホーム | 緑色の赤ん坊                             | 射程内の、本体に近づくものを近づいた距離に比例して縮小させる。 |
| サバイバー                               | 山小屋の主人                             | 周囲の人間の脳神経に電気信号を送り、凶暴で好戦的な性格にする。 |
| サバイバー                               | グッチョ                                 | 周囲の人間の脳神経に電気信号を送り、凶暴で好戦的な性格にする。 |
| ジェイル・ハウス・ロック                 | ミュッチャー・ミューラー（ミューミュー） | 脱獄しようと鉄格子に触れた者に対し、新しい出来事を3つまでしか覚えられなくさせる。                                                                                     |
| ジャンピン・ジャック・フラッシュ         | ラング・ラングラー                       | 唾に触れたものを無重力状態にし、その対象が触れたものや周りの空気も無重力にして真空を作り出す。 腕にある球体に入れたものを、遠心力を利用して発射できる。               |
| スカイ・ハイ                             | リキエル                                 | 本体の手首に出現するスタンド。未確認飛行生物「ロッズ」を操る。 |
| ストーン・フリー                         | 空条徐倫                                 | 本体の肉体を糸状にできる。糸の塊の近距離パワー型としても操れる。 傷口を縫ったり、服に擬態することも可能。                                                             |
| ダイバー・ダウン                         | ナルシソ・アナスイ                       | 物体や人体の中に潜行し、組み替えたり操作できる。その他にも様々な応用が可能なスタンド。                                                                                |
| ドラゴンズ・ドリーム（龍の夢）           | ケンゾー                                 | 竜の姿をしており、風水における吉凶の位置を指し示す。 必ずしも本体の言うことを聞くとは限らない中立のスタンド。                                                         |
| バーニング・ダウン・ザ・ハウス           | エンポリオ・アルニーニョ                 | すでにこの世に存在しない部屋や道具の「幽霊」を扱える。ただし現実に影響を与えることはできない。                                                                        |
| ハイウェイ・トゥ・ヘル                   | サンダー・マックイイーン                 | 本体が望む相手を、同じ方法で自殺の道連れにする。 |
| フー・ファイターズ                       | F・F                                     | 知性を持ったプランクトンの集合体。一部を弾丸として飛ばして攻撃できる。 また、仲間の負傷した個所に自分の一部を埋め込み、治療することも可能。                           |
| プラネット・ウェイブス                   | ヴィヴァーノ・ウエストウッド             | 地球に墜落する隕石を本体に引き寄せ、その軌道上にいる敵を攻撃する。本体には当たる前に消えてしまう。                                                                    |
| ボヘミアン・ラプソディー                 | ウンガロ                                 | 架空のキャラクターとストーリーを実体化させ、それらに興味がある人物の精神を分離させて引きずり込む。効果範囲は全世界。                                                  |
| ホワイトスネイク                         | エンリコ・プッチ                         | 遠隔操作型。生物の魂を「記憶DISC」「スタンドDISC」として取り出し、他者に挿入することで記憶やスタンドを植え付ける。 幻覚を見せたり、記憶DISCを利用した精神操作も可能。 |
| C-MOON                                   | エンリコ・プッチ                         | 遠隔操作型。本体を中心にして周囲の重力の向きを変える。 攻撃を加えた対象の「重心に向かう重力」を捻じ曲げ、「裏返し」にする。                                           |
| メイド・イン・ヘブン                     | エンリコ・プッチ                         | 生物以外の全ての時間を無限に加速させ、世界の「終末」の先にある一巡した「新世界」まで進める。 本体は加速した時間のスピードで動ける。                                   |
| マリリン・マンソン                       | ミラション                               | ギャンブルの掛け金やそれに相当する物品を必ず取り立てる。取り立て中は無敵。                                                                                            |
| マンハッタン・トランスファー             | ジョンガリ・A                            | 気流に乗って浮遊し、本体が撃った弾丸を目標へ中継する。 |
| ヨーヨーマッ                             | DアンG                                   | 自動操縦型。二人以上で見張っている時は従順だが、標的が独りになった瞬間を狙って肉を溶かす唾液で攻撃する。                                                              |
| リンプ・ビズキット                       | スポーツ・マックス                       | 死んだ生物から透明なゾンビを生み出し、操作する。 ゾンビは死骸とは別に存在するようになるが、ゾンビを倒せば死骸も破壊される。                                           |
| 不明                                     | 不明                                     | 水を熱湯にする。プッチがDISC化して所有していた。 |

### Part7 スティール・ボール・ランのスタンド
スタンド個々の詳細については『スティール・ボール・ラン』を参照のこと。
それ自体が肉弾戦を行えるスタンドは少なく、主にスタンド使いはその特殊能力だけを使用する。そのため、戦闘シーンではスタンドの特殊能力を駆使しながら、本体同士が銃などの武器を使った攻防を演じる場合が多い。また、人型ではないスタンドが多い。「無限の回転」のように、スタンドを直接攻撃したり、スタンド能力を増幅させるような「技術」も登場した。
| スタンド名                                                          | 本体（スタンド使い）         | 能力 |
| ------------------------------------------------------------------- | ---------------------------- | --- |
| イン・ア・サイレント・ウェイ                                        | サンドマン（サウンドマン）   | 音を擬音に変え、それに触れたものにその擬音の持つ効果を与える。 |
| オー! ロンサム・ミー                                                | マウンテン・ティム           | 自身や他人の肉体をロープと一体化させ、バラバラに分解して操る。 |
| キャッチ・ザ・レインボー                                            | ブラックモア                 | 触れた雨粒を空間に固定することができる。また雨と同化して空中を移動できる。 |
| クリーム・スターター                                                | ホット・パンツ               | スプレー型のスタンド。使用者の肉体を搾りとり、クリーム状にして吹きつける。 攻撃だけでなく、変装や治療にも使える。 |
| シビル・ウォー                                                      | アクセル・RO                 | 射程内にいる人物の捨て去ってきた過去を具現化して攻撃する。水で清めることで一時的に回避できる。 |
| シュガー・マウンテンの泉                                            | 大木                         | 大木の傍にある泉に物を落とし、番人の質問に正直に答えると、その物と別の高級な物を手に入れることが出来る。 ただしそれらの物品はその日の日没までに使い切らなければならず、それを守れなかった場合、大木の木の実になってしまう。                                                      |
| スキャン                                                            | ジャイロ・ツェペリ           | 鉄球に目が生じ、鉄球に映る映像を右目で見ることができる。 鉄球が命中した際の振動を利用し、物体を調べるのにも使われる。 |
| ボール・ブレイカー                                                  | ジャイロ・ツェペリ           | 騎乗した馬の生み出した「黄金の回転」により鉄球を回転させ、次元の壁をも越えるエネルギーを生み出す。 ヴァレンタインに対して使用した時にはヴァレンタインの肉体を急速に老化させた。                                                                                                  |
| スケアリー・モンスター（ズ）                                        | フェルディナンド博士         | 本体以外の生物を恐竜に変え、支配する。 恐竜化した者は動いていない物体を認識できないが、嗅覚や聴覚は著しく強化される。 |
| スケアリー・モンスター（ズ）                                        | ディエゴ・ブランドー         | 聖人の遺体によって、フェルディナンド博士から受け継いだ能力。 上述の能力に加え、本体自身も恐竜化できる。 |
| THE WORLD                                                           | 別次元のディエゴ・ブランドー | 時を5秒間止める。 |
| タスク（牙） ACT1（- アクトワン）                                   | ジョニィ・ジョースター       | 「回転」の体現（遺体の左腕の守護精霊）。爪を高速回転させて、銃弾のように発射する。 発射せず指に留めたまま、あたかも電動ノコギリやスクリューのように使うこともできる。 |
| ACT2（- アクトツー）                                                | ジョニィ・ジョースター       | 「黄金長方形の回転」の体現。爪が指の周囲をドリルのように回転するようになった。 爪弾の弾痕が自動的に目標を追尾する。 |
| ACT3（- アクトスリー）                                              | ジョニィ・ジョースター       | 「無限の回転」の体現。回転する弾痕の極小点に自らの肉体を巻き込んで、別の弾痕へと自在に移動できる。 |
| ACT4（- アクトフォー）                                              | ジョニィ・ジョースター       | 「騎兵の回転」の体現。重力を利用し、対象に無限かつ脱出不能のダメージを与える。 スタンド像も人型になり、ラッシュによる攻撃も可能になった。 |
| TATOO YOU!                                                          | 11人の男たち                 | 各々が各々の背中に描かれた模様の中を自由に出入りできる。 |
| チケット・ゥ・ライド（涙の乗車券）                                  | ルーシー・スティール         | 涙を板状に変化させ、切りつけたものに不幸を与える。 |
| チューブラー・ベルズ                                                | マイク・O                    | 金属に息を吹き込み膨らませ、バルーンアートの犬や鳥を作り出す。 バルーンアートはモデルの動物の特徴を持ち、犬なら匂いを覚えた者を追跡し攻撃する。 |
| チョコレート・ディスコ                                              | ディ・ス・コ                 | 腕に装着するスイッチ盤のようなスタンド。x軸・y軸の座標のスイッチを押し、エネルギーや物質をそこに正確に落下させる。 |
| Dirty Deeds Done Dirt Cheap（いともたやすく行われるえげつない行為） | ファニー・ヴァレンタイン     | 通称・D4C。物の間に挟まれることで、よく似た別の次元へ移動する。 移動の際に遺体以外の物を持ち込む、または持ち出すことも可能。 |
| D4C -ラブトレイン-                                                  | ファニー・ヴァレンタイン     | 聖人の遺体によって進化したD4Cの新たな能力。遺体と一体化したルーシーを基点に生まれた「空間の隙間」に入り込むことで、自らに加えられた害悪を退ける。 退けられた害悪は世界のどこかで誰かが強制的に被ることになる。また、相手に攻撃した場合、傷が相手の心臓までのぼって致命傷となる。 |
| トゥーム・オブ・ザ・ブーム ワン                                     | ベンジャミン・ブンブーン     | 磁力を操る。鉄を顔に埋め込み、顔を変化させることが可能。 家族で似たスタンドだが、像に個体差がある。 |
| トゥーム・オブ・ザ・ブーム ツー                                     | アンドレ・ブンブーン         | 磁力を操る。本体に触れた人間に強力な磁力を帯びさせる。 家族で似たスタンドだが、像に個体差がある。 |
| トゥーム・オブ・ザ・ブーム スリー                                   | L.A.ブンブーン               | 磁力を操る。大量の砂鉄で相手を拘束する。 家族で似たスタンドだが、像に個体差がある。 |
| 20th Century BOY                                                    | マジェント・マジェント       | 身にまとって防護する。あらゆる衝撃を地表へ受け流し、酸欠死なども防ぐが、装備中、本体は一切の身動きができない。 |
| ヘイ・ヤー                                                          | ポコロコ                     | 本体に助言を与える。 |
| ボクのリズムを聴いてくれ                                            | オエコモバ                   | 触れたものを爆弾に変える。液体、気体、生物までも爆弾にすることができる。 爆弾は起爆ピンが外れると爆発する。本体の意思による起爆は不可。 |
| マンダム                                                            | リンゴォ・ロードアゲイン     | 本体が腕時計の秒針を戻すことで、6秒だけ時間を戻す。 その6秒間の記憶は残るが、起きたこと自体は無かったことになる。 |
| ワイアード                                                          | ポーク・パイ・ハット小僧     | 水を張った皿を入り口に、空間を繋げて対象物を釣り上げる。 鳥の羽や人間などをルアーとすることも可能。 |

### Part8 ジョジョリオンのスタンド
スタンド個々の詳細については『ジョジョリオン』を参照のこと。岩人間という種族が登場し、彼らもスタンド能力を有する。
| スタンド名                                    | 本体（スタンド使い）       | 能力 |
| --------------------------------------------- | -------------------------- | --- |
| アイ・アム・ア・ロック                        | 岩人間：八木山夜露         | 本体が指定した物体を、触れたものの一点に集合させる。 |
| アウェイキング・IIIリーブス                   | 東方密葉                   | 矢印を設置し、物質やエネルギーを矢印の方向へ強制移動させる。 |
| ウォーキング・ハート                          | 東方鳩                     | 本体の両足の踵を硬質化して伸ばす。 |
| オータム・リーブス                            | なし                       | 銀杏の葉の下におり、踏んだ者を瞬時に移動させる。 |
| オゾン・ベイビー                              | 岩人間：プアー・トム       | ブロックでできたホワイトハウスの形をしたスタンド。射程エリア内の屋内の空気を加圧していく。                                                                                       |
| カリフォルニア・キング・ベッドちゃん          | 東方大弥                   | 相手があらかじめ約束したルールを破ることで発動し、相手の記憶の一部をチェスの駒に変えて奪う。 大弥が相手の影を踏むと記憶が戻る。                                                  |
| キング・ナッシング                            | 四代目 東方憲助            | パズルのピースが集まった外見をした人型のスタンド。対象の匂いを形にして自動追跡する。                                                                                             |
| キラークイーン                                | 吉良吉影                   | 爆発性のあるシャボン玉を精製する。 |
| シアーハートアタック                          | 吉良吉影                   | キラークイーン第2の爆弾。 戦車のような爆弾を複数台生成する。手のひらサイズから血管を通れる程度の極小サイズまで大きさがあり、大きさに合わせて破壊力を調整できる。                 |
| ショット・キー No.1                           | 岩人間：エイ・フェックス兄 | 左手で触ったものを右手から出す。 |
| ショット・キー No.2                           | 岩人間：エイ・フェックス弟 | ボールに隠れて毒ガスを撒き散らす。 |
| スピード・キング                              | 東方常敏                   | ピンポイントでの発熱・点火。熱を溜めて後からも可能。 |
| スペース・トラッキング                        | 東方花都                   | トランプ一枚一枚の隙間の空間に物を隠せる。また応用として、宙に舞うトランプと地面に落ちているトランプの間に挟みこませることで、人一人を地に押さえ込ませることも可能。             |
| ソフト&ウェット（柔らかくてそして濡れている） | 東方定助                   | 何かに触れて割れると、触れていたものから「何か」を奪うシャボン玉を出す。 |
| ソフト&ウェット                               | 空条仗世文                 | 触れたものを吸い上げるシャボン玉を出す。東方定助のスタンドのベースとなった能力だが、能力は若干異なる。                                                                           |
| ドゥービー・ワゥ!                             | 岩人間：大年寺山愛唱       | 自動追跡型。ターゲットの呼吸に反応し、風を巻き起こして攻撃する。 |
| ドギースタイル                                | 豆銑礼                     | 本体の身体をワイヤーのように解いて伸ばし、手足を飛ばして遠隔操作する。 |
| ドクター・ウー                                | 岩人間：羽伴毅             | 本体の肉体を任意で細胞レベルの微細な小片に分解する。羽伴毅はこの能力を利用してロカカカの等価交換を脳に渡らないようにしていた。                                                   |
| ナット・キング・コール                        | 東方常秀                   | 物体にネジとナットを取り付ける。ナットを外して分解したり、違う物同士を接合できる。                                                                                               |
| 名称不明                                      | 仗世文・ジョースター       | 第3部に登場したハーミットパープルに類似してるが若干異なり人型ビジョンがある。茨と共に仗世文の拳を介して物を殴る描写はあるが、詳しい能力等は不明。                                |
| ビタミンC                                     | 岩人間：田最環             | 本体の指紋に触れたり囲まれたりした生物を極限まで柔らかくする。 |
| ファン・ファン・ファン                        | 笹目桜二郎                 | 本体が対象の真上に位置することで発動し、マーキングした箇所の支配権を奪う。 |
| ブレイン・ストーム                            | 岩人間：アーバン・ゲリラ   | 小型の群体型スタンド。生物の体内に侵入し、内部から破壊する。 |
| ブルー・ハワイ                                | 岩人間：ドロミテ           | 本体の体液に触れた生物をゾンビ化して支配下に置き、本体が決めた標的を追跡させる。 操れる生物は1つだけだが、ゾンビの体液に触れた別の生物を支配し、標的を捕らえるまで追跡を続ける。 |
| ペイズリー・パーク                            | 広瀬康穂                   | 対象が行くべき最善の方向を携帯電話の地図のナビや目印として導く。 |
| ペーパー・ムーン・キング                      | 東方つるぎ                 | 折り紙の遠隔操作。さらに触れた相手に術をかけ、物事を認識する力を奪う。 |
| ボーン・ディス・ウェイ                        | 虹村京                     | 自動追尾型。人間とバイクが一体化したような像を持つ。 指定したターゲットが何かを「開いた」時に現れ、吹雪とともに追跡する。                                                        |
| ミラグロマン                                  | 武器商人                   | 無限に増える「13紙幣」を生み出す。他人に移り変わって続く呪い。 |
| ラブラブデラックス                            | 作並カレラ                 | 他人が触れたところに、その人物の髪の毛を生やす。 |
| ワンダー・オブ・U                             | 岩人間：透龍               | 追跡者、または敵意を持つ者を災厄に招き入れ死に追い込む。 |

### Part9 The JOJOLandsのスタンド
スタンド個々の詳細については『The JOJOLands』を参照のこと。
| スタンド名                           | 本体（スタンド使い）       | 能力 |
| ------------------------------------ | -------------------------- | --- |
| THE ハッスル                         | パコ・ラブランテス         | 自由自在に筋肉を操る。過剰な変形はできないものの、全身の筋肉をまるで指のように器用に動かす事が出来る。                                                                              |
| THE MATTEKUDASAI                     | ウサギ・アロハオエ         | 周囲にあるもので誰かが望むものに変身する。 |
| 偽りの瞳_Lyin'Eyes                   | レムチャバン               | 本体が着用しているサングラスに仕込まれている線虫を操り、恐怖や嘘などで生じるストレスを察知し目標の位置や思考を特定する。                                                            |
| グローリー・デイズ                   | ホビー・ジーン             | 本体が保持している拳銃から発射した弾丸のスピードを操作する。 |
| スムース・オペレイターズ             | ドラゴナ・ジョースター     | 触れたものの位置を自在に移動させることが出来る。 |
| 200バルーンズ                        | 寧波                       | 本体が触れた物体を生物、非生物を問わず風船のように膨らませ破裂させる。 |
| バグス・グルーヴ                     | ルル                       | 極小の群体型スタンド。攻撃対象者の体内に侵入し、血管や内臓を攻撃する事で様々な病状を引き起こす。                                                                                    |
| ビッグマウス・ストライクス・アゲイン | チャーミング・マン         | 自身を砂の様な塵状の物質に変化・分解させ、周囲の景色と同化することが出来る。また、砂状の物質に変化・分解・再構成することにより、別人に擬態することもできる。                        |
| ヘブンズ・ドアー（天国への扉）       | 岸辺露伴                   | 相手を本に変え、記憶・経験・思考・スタンド能力などの情報を閲覧できる。 |
| 11月の雨（ノーヴェンバー・レイン）   | ジョディオ・ジョースター   | アーチ状の脚を持ち、アーチの内側に物質的な水である重力のある雨を降らせる。 |
| キャット・サイズ                     | ワイルド・キャット・サイズ | 3匹の猫が体毛をすり合わせ、抜けた体毛を風に飛ばすことにより、体毛がワイヤーのような紐状の物体に変化し、対象に絡みつき締め上げる。紐状だけでなく、編み上げて網目状にすることも可能。 |

### スピンオフ・メディアミックス作品のスタンド

#### 漫画・小説
| スタンド名                         | 本体（スタンド使い） | 能力 |
| ---------------------------------- | -------------------- | --- |
| サタニック・カプラー（凶悪連結器） | アブサロム           | 周囲の物質と同化し、列車として実体化するスタンド。自身の前に線路を作り出して走行する。 車内に乗り込んだ生物から列車に関するイメージを取り込み、性能を変化させる。 内部は壁のスプリングを利用してスタープラチナでも破砕できないほどの防御力を発揮するが、外部は現実の列車レベルの防御力。 |
| ダーク・ミラージュ（闇の蜃気楼）   | ミカル               | 本体の視界内の蜃気楼を実体化する。蜃気楼として現れたものは本人の意志で自由に操作できる。 |
| プタハ神（創世の書）               | 書記アニ             | 現在までのあらゆる歴史が記されている書物と同化したスタンド。本体が本の内容を読み上げることで、それを実体化する。 |

| スタンド名                       | 本体（スタンド使い） | 能力 |
| -------------------------------- | -------------------- | --- |
| ザ・キュアー                     | コニーリオ           | 怪我、病気を治す。精神的苦痛も吸収できる。 治せるエネルギーには許容量があり、通常は自然に排出されるが、許容値を越えると暴走する。 |
| ジョイ・ディヴィジョン           | ソリョラ・ロペス     | 左右の手で触れた物体をもう一方の手に瞬間移動させる。時間差で入れ替えることも可。                                                  |
| パブリック・イメージ・リミテッド | リガトニ             | ライフルの弾丸に同化したスタンド。命中した相手からスタンドエネルギーを吸収し奪う。                                                |

| スタンド名                                 | 本体（スタンド使い） | 能力                                                                           |
| ------------------------------------------ | -------------------- | ------------------------------------------------------------------------------ |
| The Book                                   | 蓮見琢馬             | 本体の体験を文章に変えて記録する。記述を見せた人間にその内容を体験させる。     |
| メモリー・オブ・ジェット（黒い琥珀の記憶） | 双葉照彦             | 対象とした人物、または区画に誰も近付こうとしなくなる。特定の人物も指定できる。 |

| スタンド名 | 本体（スタンド使い）                | 能力 |
| ---------- | ----------------------------------- | --- |
| 不明       | グッチのバッグ （グッチの天才職人） | バッグに入れられた現金や貴重品を取り込み、持ち主が危機に陥った時に取り込んだ金品と等価の物品を出して持ち主を助ける。 |

| スタンド名                         | 本体（スタンド使い）       | 能力 |
| ---------------------------------- | -------------------------- | --- |
| ヴードゥー・チャイルド             | シーラE                    | 殴った場所に唇を生み出し、以前にその場所で発せられた陰口を喋らせる。 |
| オール・アロング・ウォッチタワー   | カンノーロ・ムーロロ       | トランプと一体化した、全53体の群体型スタンド。カードという特性を利用して様々な場所に忍び込み、情報収集や暗殺を行う。本体が何かしらの攻撃を受けた場合、トランプの一枚が身代わりになってダメージを引き受けることにより、本体が受けるダメージを53分の1に軽減させる。 |
| ドリー・タガー                     | ビットリオ・カタルディ     | 短剣と一体化したスタンド。本体の負ったダメージの七割を刀身に映り込んだものに転移させる。三割は本体が受ける。 |
| ナイトバード・フライング           | アンジェリカ・アッタナシオ | 本体の周囲にいる人間を自動追尾し、末期の麻薬中毒と同様の状態にする。 |
| パープル・ヘイズ・ディストーション | パンナコッタ・フーゴ       | 殺人ウイルスの撒布。ウイルス同士が共食いするため抑制が効くようになり、手加減するほど殺傷力が増す。 |
| マニック・デプレッション           | マッシモ・ヴォルペ         | 対象の生命力を過剰促進させることで、ドーピングのように肉体を強化したり、身体機能を暴走させて自滅させることができる。応用で麻薬の精製も可能。 |
| レイニーデイ・ドリームアウェイ     | ヴラディミール・コカキ     | 霧雨状のスタンド。相手の感じた感覚を定着させる。 |

| スタンド名                                       | 本体（スタンド使い）                      | 能力 |
| ------------------------------------------------ | ----------------------------------------- | --- |
| NYPDブルー                                       | 虹村不可思議                              | 優秀なニューヨークの刑事としての容姿・性格・能力を持つ。 |
| Uボート                                          | ナランチャ・ギルガ                        | 生物かスタンドの中だけを自在に潜行できる潜水艦隊。潜水艦のサイズは自由に変更可能。 |
| Uボート                                          | 究極生命体カーズ                          | 生物かスタンドの中だけを自在に潜行できる潜水艦隊。潜水艦のサイズは自由に変更可能。 |
| Uボート                                          | 名探偵ジョージ・ジョースター              | 生物かスタンドの中だけを自在に潜行できる潜水艦隊。潜水艦のサイズは自由に変更可能。 |
| 雨に唄えば                                       | 元アメリカ大統領 ファニー・ヴァレンタイン | カエル人間とでも呼ぶべき姿をしている。詳しい能力は不明。作中では高層の壁に張り付いていた。 |
| アタック・ナンバーハーフ                         | グイード・ミスタ                          | それぞれが自意識を持つ群体型スタンドで全6体。銃弾に取り付き、発射後に銃弾の軌道を操作する。 性格はいずれもオカマ風で、お互いのことはポジションで呼び合う。 |
| アルティメットD4C                                | 究極生命体カーズ                          | 究極生命体版のD4C。 |
| ホワイトスネイク・アルティメット                 | 究極生命体カーズ                          | 究極生命体版のホワイトスネイク。スタンドDISCをコピーする。 |
| C-MOON・アルティメット・レクイエム               | 究極生命体カーズ                          | 鏃の力を得た究極生命体版のC-MOON。 |
| メイド・イン・ヘブン・アルティメット・レクイエム | 究極生命体カーズ                          | 鏃の力を得た究極生命体版のメイド・イン・ヘブン。 時を加速させて宇宙の一巡を何度も繰り返し、何巡もした宇宙の歴史そのものをさらに一巡させ、全く同じ宇宙の歴史を繰り返す。 |
| イーヴルデッド                                   | セッコ・ロッターリオ                      | 詳しい能力は不明。作中ではネーロネーロ島の波止場を見えないように隠していた。 |
| ヴィデオドローム                                 | レオーネ・アバッキオ                      | 対象の深夜0時からの24時間の行動をビデオのように再現する。 |
| 不明                                             | ペネロペ・デ・ラ・ロサ                    | 周りにあるもので密室を作って相手を閉じ込め、その密室の中に現れたピエロの像が相手を首吊り自殺させる。 厳密にはスタンドではなくウゥンド（WOUND）と呼ばれる能力。 |
| グッドナイト・ムーン                             | ブローノ・ブチャラティ                    | 針と糸で対象を縫合する。 |
| グランブルー                                     | 虹村無量大数                              | 空を泳ぐ3匹のイルカの像「ジャック」「エンゾ」「ジョアンナ」を操る。 イルカの背に乗って空を飛べる。また、イルカは本体以外の指示にも従う。 |
| ザ・パッション（受難）                           | ディオ・ブランドー                        | 茨の冠状のスタンド。血縁者に対して完璧な予知を行える。 |
| ザ・パッション（受難）                           | ジョナサン・ジョースター                  | 茨の冠状のスタンド。血縁者に対して完璧な予知を行える。 |
| ザ・ワールド・アルティメット                     | 究極生命体ディオ                          | 究極生命体版のザ・ワールド。 |
| ザ・ワールド・アルティメット                     | 究極生命体カーズ                          | 究極生命体版のザ・ワールド。 |
| 杉本玲美                                         | ペネロペ・デ・ラ・ロサ                    | 外側の屋敷「アロークロスハウス」と、内側のテッセラクト構造の家「キューブハウス」の建物と空間を司る。 テッセラクト構造を利用して無限に落下することで加速し、タイムスリップができる。 スタンドヴィジョンである玲美は、生身の人間と区別がつかないほど完全な人の姿をしている。 |
| ストレイドッグ                                   | 矢安宮重孝                                | 街中の野良犬を統率する。 |
| デューン                                         | ゴヤスリー・サウンドマン                  | 砂と一体化して砂を操る。 厳密にはスタンドではなくバウンド（BOUND）と呼ばれる能力。 |
| デューン                                         | 究極生命体カーズ                          | 砂と一体化して砂を操る。 厳密にはスタンドではなくバウンド（BOUND）と呼ばれる能力。 |
| フェイスオフ                                     | 辻綾                                      | 2人の人間の顔と指紋を取り替える。 |
| ブルーサンダー                                   | 広瀬康司                                  | プロペラを自分や仲間の頭などに取り付けて飛行する。巨大化させて攻撃もできる。 |
| ライトスタッフ                                   | ポコロコ・トリプルセブン                  | 小人のワークチームが問題を分析し解決する。 |
| リアウィンドウ                                   | ファニアー・ヴァレンタイン                | 枠や窓となる部分にならどこからでも現れ、異形の拳銃で攻撃する。 |
| 不明                                             | アントニオ・トーレス                      | 1年に1度だけ脱皮する。 厳密にはスタンドではなくウゥンド（WOUND）と呼ばれる能力。 |
| 不明                                             | ヴィネガー・ドッピオ                      | どんなものでも電話にする。ただし電話にしていたものを破壊すると、電話としての機能を失う。 |

| スタンド名       | 本体（スタンド使い） | 能力                                                                           |
| ---------------- | -------------------- | ------------------------------------------------------------------------------ |
| バッド・ロマンス | 藤山富士子           | 本体の描いた絵に感情を込め、その絵を受け取った者の精神状態をコントロールする。 |

| スタンド名 | 本体（スタンド使い） | 能力 |
| ---------- | -------------------- | --- |
| 名称不明   | ペットサウンズ       | 対象者にパンチカードを打ち込み、カードを介してペットサウンズが過去に聞いた「声」を聞かせ、その「声」が発せられた状況を強制的に体験させる。 |

| スタンド名                                                 | 本体（スタンド使い）      | 能力 |
| ---------------------------------------------------------- | ------------------------- | --- |
| ザ・ハウス・オブ・アース                                   | リサリサ                  | 口から息を吸い込み、それを吐き出し、地表から巻き上げる多量の超電導粒子を含む太陽風に近い性質の熱風を起こす。                                           |
| 不明                                                       | オクタビオ・ルナ・カン    | 完全に独立した自我を備えた、血と肉と精神を持つ友達を生み出す。                                                                                         |
| 無限の王（エル・アレフ）                                   | ホアキン・ルイス=ホルーダ | 現実の時間に関わらず周囲を夜にする。そのさい、凶暴な未知の生命体を生み出す。                                                                           |
| 闇の奥（エル・コラソン・デ・ラス・ティニエブラス）         | フェルナンド・アルホーン  | 拳で殴った物の中身の配置を変える事が出来る。 |
| 緑の家（ラ・カーサ・ヴェルデ）                             | ドス・サントス            | 地下茎を急速に成長させ、生い茂った植物を操る。 |
| エクエ・ヤンバ・O                                          | 不明                      | 粘着性のある細い管を張り巡らし、管に触れると警告音を放ち、管の表面が粘着性を保ったまま有刺鉄線の様に変化し、建物を傾けて侵入者を振るい落とそうとする。 |
| 夜のみだらな鳥（エル・オブセノ・パハロ・デ・ラ・ノーチェ） | サーシャ・ロギンズ        | 小鳥たちからなる群体型のスタンド。本体の目的に沿って各個体を動かすことが出来る。                                                                       |
| 蠅の王（エル・シニョル・デ・ラス・モスカス）               | ファビオ・ウーブフ        | 硬質化し、凶暴化する大量の蠅を操る。 |
| 石蹴り遊び（ホップスコッチ）                               | イザヘラ・メナ=メナ       | チョークで囲った範囲内を複数の接地点で接触した対象を落とし穴に引きずり込むことが出来る。                                                               |
| 血の祭り（ヤワル・フィエスタ）                             | ピスコ                    | 本体の肌と接触し傷口を創る等といった形で、その血と混ざり合ったものが皮膚の下に結石として現れる。過去に接触した物を生み出すことも可能。                 |

#### ゲーム・イベント・その他
| スタンド名       | 本体（スタンド使い）       | 能力 |
| ---------------- | -------------------------- | --- |
| リモートロマンス | ディキシー・フラットライン | 特定のサーバーにアクセスした人間を最大4分の間だけスタンドの本体にし、ネットワークを介して遠隔地に本体の分身を作り出す。 時間が経過すると、自動的に次の本体を探す。 |
| リモートロマンス | Google+ユーザー            | 特定のサーバーにアクセスした人間を最大4分の間だけスタンドの本体にし、ネットワークを介して遠隔地に本体の分身を作り出す。 時間が経過すると、自動的に次の本体を探す。 |

| スタンド名               | 本体（スタンド使い） | 能力 |
| ------------------------ | -------------------- | --- |
| ストレンジ・リレイション | オルガン弾きの老人   | 手回しオルガン型のスタンド。音色を聞いたスタンド使いの心を操る。 また、超低周波を発して物体を破壊する。 |

| スタンド名 | 本体（スタンド使い） | 能力                                                                                  |
| ---------- | -------------------- | ------------------------------------------------------------------------------------- |
| 不明       | スタンドつかい       | 周囲の生物を石化させる。町1つを丸ごと石化でき、本体がその場を離れても石化が持続する。 |

| スタンド名                     | 本体（スタンド使い） | 能力 |
| ------------------------------ | -------------------- | --- |
| ザ・ワールド・オーバーヘブン   | 天国に到達したDIO    | 触れたものの「真実」を上書きして、本体の望む「真実」に到達させる。                                                                                          |
| スタープラチナ・オーバーヘブン | 空条承太郎           | 触れたものの「真実」を上書きして、本体の望む「真実」に到達させる。 ザ・ワールド・オーバーヘブンの「真実を上書きする」能力を、上書きし直すことで無効化する。 |

| スタンド名           | 本体（スタンド使い） | 能力                                                                             |
| -------------------- | -------------------- | -------------------------------------------------------------------------------- |
| ギガント・ストマック | 空条じょこたん       | 敵に胃酸を吐きかけて溶かす。空条承太郎が浮気しないよう監視する。                 |
| ラブ・ノート         | 空条ジョー           | ノート型のスタンド。ここに名前を書かれた者同士は必ず結婚しなければならなくなる。 |

| スタンド名         | 本体（スタンド使い）     | 能力                                                                                             |
| ------------------ | ------------------------ | ------------------------------------------------------------------------------------------------ |
| スモールフェイセズ | あなた（イベント参加者） | 折り紙のように折って他のスタンドの顔（フェイス）を作ることで、そのスタンドの能力をコピーできる。 |

| スタンド名             | 本体（スタンド使い） | 能力 |
| ---------------------- | -------------------- | --- |
| ハウス・オブ・ホーリー | ディジャ・メイカー   | 建物を支配する。支配した建物に入った者が一時間内部にとどまっていた場合、この世から消滅させることができる。 |

| スタンド名     | 本体（スタンド使い） | 能力 |
| -------------- | -------------------- | --- |
| ザ・シェルター | スカトーラ           | 箱状のものを完全に密室にし、中にあらゆるものを閉じ込めることが出来る。閉じ込められたものは60分後、彫像となる。 |

| スタンド名             | 本体（スタンド使い） | 能力                                                   |
| ---------------------- | -------------------- | ------------------------------------------------------ |
| タンジェリン・ドリーム | モスキーノ           | 自分が作り出した夢の世界の刑務所に対象者を閉じ込める。 |

| スタンド名         | 本体（スタンド使い） | 能力 |
| ------------------ | -------------------- | --- |
| ジョジョサピエンス | ジョジョサピエンス   | ジョジョファンのデータを大量に集め、究極のジョジョ人間（ジョジョサピエンス）を作る。 完成したジョジョ人間は新たな本体となり、逆にスタンドを操る。 |